# Bacon vegetale

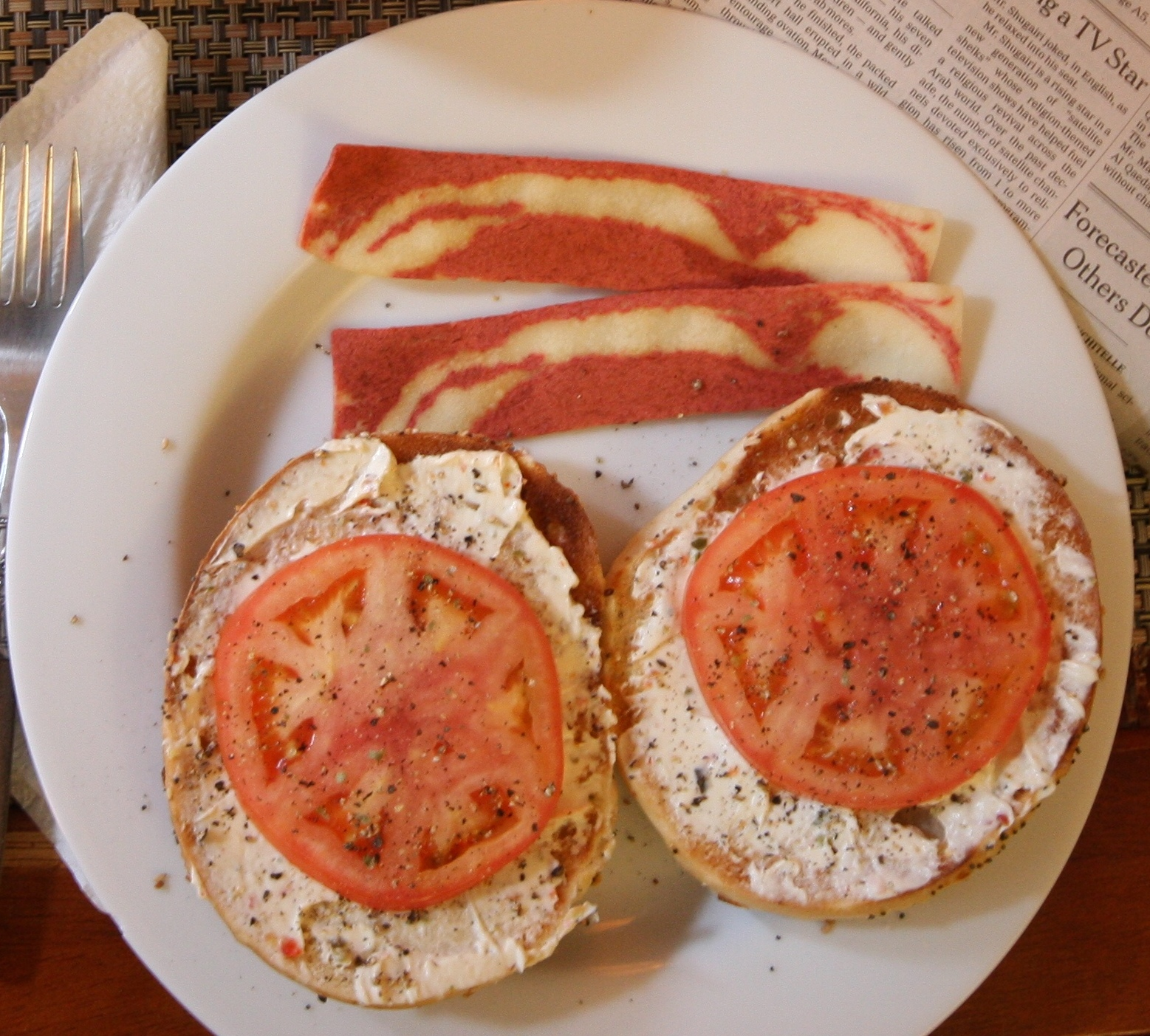
Bacon vegetale con bagel, formaggio vegetale e pomodoro.

Il bacon vegetale, noto anche come fakon, pancetta vegetariana o vacon, è un prodotto commerciale venduto nei supermercati statunitensi come alternativa vegetariana del bacon.

## Descrizione
È ricco di proteine e di fibre, ma povero di grassi e non ha colesterolo. Due fette hanno in media 75 calorie

Il bacon vegetale è anche facile da preparare in casa, prima marinando striscette di tempeh o tofu in varie spezie e poi friggendole.